# Jean-Féry Rebel
Jean-Féry Rebel, francoski baročni skladatelj in violinist, * 18. april 1666, Pariz, †  2. januar 1747, Pariz.
Njegov učitelj je bil znani skladatelj Jean-Baptiste Lully.